# Isfar Sarabski
Isfar Aydin oglu Rzayev-Sarabski (en azerí: İsfar Aydın oğlu Rzayev-Sarabski; Bakú, 2 de noviembre de 1989) es un pianista y compositor de Azerbaiyán, ganador del Concurso Solo Piano del Festival de Jazz de Montreux en 2009.

## Biografía
Isfar Sarabski nació el 2 de noviembre de 1989 en Bakú. Es bisnieto de Huseyngulu Sarabski, un famoso cantante de ópera y actor azerbaiyano. Se graduó de la Academia de Música de Bakú y Berklee College of Music.
Isfar Sarabski interpretó en las salas más prestigiosas del mundo como Royal Albert Hall, Queen Elizabeth Hall y en los clubes de jazz. Participó en varios festivales de jazz en Suiza, Noruega, Francia, Rusia, Georgia y también en  la sede de la Unesco en París para el "Día Internacional del Jazz" con “Herbie Hancock y Amigos" en 2012. En 2012-2013 fue invitado por la Fundación de Jazz de América a los conciertos de gala en Nueva York.
Es autor de las composiciones Planet, Novruz, G-Man, Generation, The Edge, DejaVu, Melancholy Evening, Last Chance, Prelude, Agent, Revival, Eastern Market, Now I’m Here, Transit, Buta, Lullaby, Limping Stranger, Cobra Dance, In Memory of Vagif Mustafazadeh.
El 18 de julio de 2009 Isfar Sarabski se convirtió en el ganador del Concurso Solo Piano del 43.er Festival de Jazz de Montreux en Suiza.

## Discografía
Su álbum de debut en solitario y formato de trio de jazz "Planet" se publica en abril de 2021 y está disponible en formato digital en las principales plataformas de música, así como en CD y doble vinilo.

## Premios y títulos
- Artista de Honor de Azerbaiyán (2010)